# Заводовкин, Николай Егорович
Николай Егорович Заводовкин (1910, деревня Екатеринополье, Климовичский уезд, Могилёвская губерния, Российская империя — неизвестно, Донецк, Украинская ССР) — забойщик шахты № 6 Капитальная комбината «Сталинуголь» Министерства угольной промышленности западных районов СССР, Сталинская область, Украинская ССР. Герой Социалистического Труда (1948).

## Биография
В 1910 году в многодетной крестьянской семье в деревне Екатеринополье (Катеринополье) Климовичского уезда (сегодня не существует, территория Тростинского сельсовета Хотимского района Могилёвской области). С раннего возраста трудился в сельском хозяйстве, отхожих промыслах. В конце 1920-х годах переехал на Донбасс, где трудился забойщиком на шахте № 6 Капитальная в Будённовском районе Сталино. Постепенно освоив шахтёрскую специальность, стал показывать высокие трудовые результаты по добыче угля.
Участвовал в Великой Отечественной войне. Воевал пулемётчиком в составе 383-й Донбасской добровольческой дивизии. Сражался при обороне юга Ворошиловградской области. В июле 1942 года после боя за шахту в окрестностях Красного Луча получил серьёзное ранение и внесён в списки пропавших без вести. После излечения в госпитале возвратился на фронт. Во время войны вступил в ВКП(б). После демобилизации возвратился в Сталино, где восстанавливал родную шахту № 6 Капитальная. Участвовал в стахановском движении.
В 1947 году получил в полтора раза больше угля, чем полагалось по нормативам. Указом Президиума Верховного Совета СССР от 28 августа 1948 года удостоен звания Героя Социалистического Труда за «выдающиеся успехи, достигнутые в деле увеличения добычи угля, восстановления и строительства угольных шахт и внедрение передовых методов работы, обеспечивающих значительный рост производительности труда» с вручением ордена Ленина и золотой медали «Серп и Молот» (№ 2731).
За годы Четвёртой пятилетки (1946—1950) добыл два сверхплановых эшелона угля. К концу августа завершающего пятилетку 1949 года досрочно выполнил личное социалистическое обязательство и плановые пятилетние задания.
Избирался делегатом Сталинской областной партийной конференции и делегатом Всеукраинского съезда профсоюзов.
После выхода на пенсию проживал в Будённовском районе Донецка. Дата смерти не установлена.
Награды
- Герой Социалистического Труда
- Орден Ленина
- Медаль «За восстановление угольных шахт Донбасса»
- Медаль «За трудовую доблесть»